# FK Kožuf Gevgelija
FK Kožuf (makedonski: ФК Кожуф) nogometni je klub iz Gevgelije, Sjeverna Makedonija. Trenutačno se natječe u Drugoj makedonskoj ligi, drugom rangu makedonskog nogometnog sustava.

## Povijest
Klub je osnovan 1922.
Igrao je u Prvoj ligi Makedonije 1994./95. pod imenom Kožuf Vinojug.

## Navijači
Navijači FK Kožuf poznati su kao Fantomi Sever, a osnovani su 1990. godine.

## Vanjske poveznice
- Stranica kluba na macedonianfootball.com